# Силен (Болгарія)
Си́лен (болг. Силен) — село в Хасковській області Болгарії. Входить до складу общини Стамболово.

## Населення
За даними перепису населення 2011 року у селі проживали 150 осіб.
Національний склад населення села:
| Національність   | Кількість осіб | Відсоток |
| ---------------- | -------------- | -------- |
| турки            | 108            | 79,4%    |
| болгари          | 28             | 20,6%    |
| цигани           | 0              | 0%       |
| інша             | 0              | 0%       |
| не визначились   | 0              | 0%       |
| Всього відповіли | 136            |          |

Розподіл населення за віком у 2011 році:
Динаміка населення: